# Right There
Right There ist ein Lied der US-amerikanischen Sängerin Nicole Scherzinger, in Zusammenarbeit mit dem US-amerikanischen Rapper 50 Cent, aus dem Jahr 2011. Es ist Teil ihres Debütalbums Killer Love und wurde von Ester Dean, Curtis Jackson (50 Cent), Daniel Morris, Frank Romano sowie James Scheffer geschrieben beziehungsweise komponiert. Im Lied singt Scherzinger über ihren Liebhaber. Sie wolle ihn für sich alleine haben und die anderen Frauen sollen sich von ihren Liebhaber fernhalten. 50 Cent wirkt in dem Stück als Gastrapper mit.

## Hintergrund und Komposition
Nach ihren erfolgreichen Hits Poison und Don’t Hold Your Breath, entschied sich Scherzinger, noch ein Lied als Single auszukoppeln. Scherzinger nahm für die amerikanische Veröffentlichung von Killer Love neue Lieder auf. Right There wurde von Ester Dean, Frank Romano und Daniel Morris geschrieben und von Jim Jonsin produziert. David Griffiths von 4 Music verglich Right There mit Rihannas Nummer-eins-Hit Rude Boy aus dem Jahr 2009, jedoch bezeichnete er das Lied ordentlicher, im Vergleich mit Rude Boy, wo Rihanna über Sex und Drogen singt. Rude Boy und Right There wurden beide von Ester Dean geschrieben.

## Musikvideo
Das Musikvideo zu Right There wurde am 20. und 21. April in Los Angeles gedreht, als Regisseur fungierte Paul Hunter, welcher mit Scherzinger schon das Musikvideo zu Whatever You Like drehte. Das Musikvideo hatte seine Weltpremiere bei Vevo.com am 4. Mai 2011. Im Musikvideo führt Scherzinger, leicht bekleidet, viele Tanzchoreografien vor, wie Hawaiianische Tänze und Hule-Tänze. Vier Backgroundtänzerinnen begleiten Scherzinger bei den Tanzchoreografien. 50 Cent rappt im Musikvideo.

## Rezeption

### Chartplatzierungen
In Großbritannien debütierte die ursprüngliche Version des Liedes, ohne 50 Cent, in den britischen Charts auf Platz 58. In der vierten Woche sprang das Lied von der 14 auf Platz 3, die Höchstposition des Liedes. Das Lied verkaufte sich per Downloads über 51.000 Mal, nachdem Scherzinger zuvor im Finale von Britain’s Got Talent und der Graham Norton Show aufgetreten war. In Großbritannien war das Lied damit Scherzingers dritte Top-3-Single in Folge.
In den Vereinigten Staaten debütierte Right There in den Billboard Hot 100 am 4. Juni 2011 auf Platz 77. In der ersten Woche verkaufte das Lied 29.000 Downloadeinheiten. In der neunten Woche sprang das Lied von Platz 52 auf Platz 39, damit ist das Lied Scherzingers erfolgreichste Veröffentlichung in den Vereinigten Staaten.
| ChartsChartplatzierungen       | Höchstplatzierung | Wochen |
| ------------------------------ | ----------------- | ------ |
| Deutschland (GfK)              | 61 (3 Wo.)        | 3      |
| Vereinigtes Königreich (OCC)   | 3 (18 Wo.)        | 18     |
| Vereinigte Staaten (Billboard) | 39 (12 Wo.)       | 12     |

| ChartsJahrescharts (2011)    | Platzierung |
| ---------------------------- | ----------- |
| Vereinigtes Königreich (OCC) | 66          |

### Auszeichnungen für Musikverkäufe
| Land/Region                  | Auszeichnungen für Musikverkäufe (Land/Region, Auszeichnung, Verkäufe) | Verkäufe  |
| ---------------------------- | ---------------------------------------------------------------------- | --------- |
| Australien (ARIA)            | 2× Platin                                                              | 140.000   |
| Brasilien (PMB)              | Gold                                                                   | 30.000    |
| Vereinigte Staaten (RIAA)    | Gold                                                                   | 500.000   |
| Vereinigtes Königreich (BPI) | Gold                                                                   | 400.000   |
| Insgesamt                    | 3× Gold · 2× Platin ·                                                  | 1.070.000 |

Hauptartikel: 50 Cent/Auszeichnungen für Musikverkäufe